# アレクサンドル・マルセル

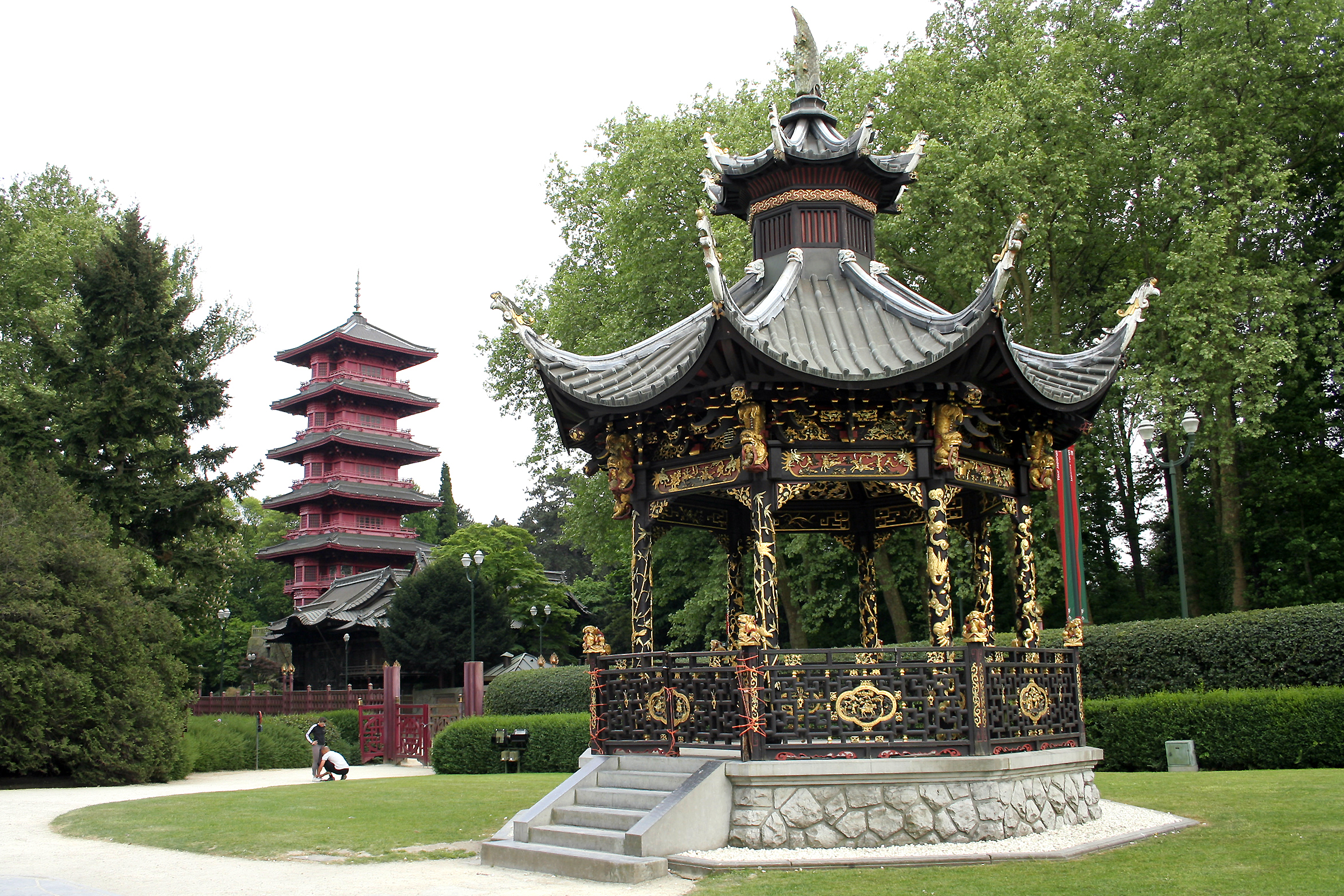
極東博物館（ブリュッセル）

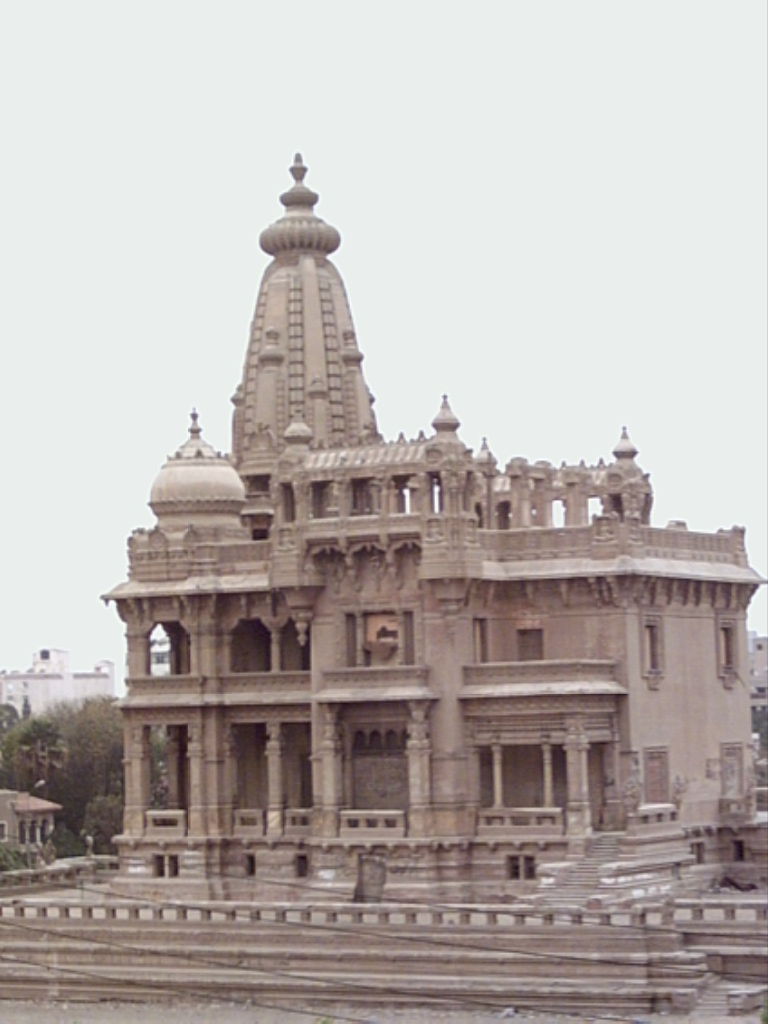
アンパン男爵邸（カイロ）

アレクサンドル・マルセル(Alexandre Marcel、1860年9月11日-1928年6月30日) は、フランスの建築家。ベルエポックの時代に、オリエンタル趣味の風変わりな建物を得意とした。

## 経歴
1860年パリ生まれ。エコール・デ・ボザールを卒業。1895年、パリのボン・マルシェ百貨店の支配人の依頼により、"日本風"の意匠を凝らした舞踏会場「ラ・パゴッド」を百貨店と同じバビロン通り沿いに建設。日光東照宮をイメージしたデザインとされているが、来日経験はなく、和洋折衷に中国風も加わった不思議な建物になっている。
1899年、実業家のベルジェール（E. Bergere）の娘と結婚。ベルジェール家が所有していたモーレヴリエのコルベール城の庭に、日本風庭園の建設を始める（1985年にモーレヴリエ東洋公園 として公開）。
1900年に、パリ万博のカンボジア館、スペイン館のほか、船会社の注文で、同社の寄港地をイメージした建造物を寄せ集めた「世界旅行パノラマ（Tour du Monde）」を担当した。万博終了後、パビリオンの解体部材はコルベール城の日本庭園に運ばれた。
また、「世界旅行パノラマ」の中に建てられていた日本の五重塔風の建物をベルギー王のレオポルド2世が気に入り、ラーケンに五重塔と中国館を建設（現在、極東博物館として公開されている）。レオポルド2世からベルギーの実業家、アンパン男爵を紹介され、男爵が開発していたエジプトのカイロ郊外にあるニュータウン、ヘリオポリスの建設事業に協力する。1911年に建てられたアンパン男爵の宮殿はインドのマハラジャ宮殿をイメージした風変わりなもので、現在も珍建築としてヘリオポリスの観光名所になっている。
1913年に在日フランス大使館建設のために初来日したが、第一次世界大戦のために、大使館建設が中止となり帰国。1926年にフランス芸術アカデミー会員に選ばれる。1928年に、設計机の上で亡くなっているのが発見された。